# Мечеть Лангар-Ота
Мечеть Лангар-Ота (узб. Langarota masjidi) — архитектурный памятник, расположенный в кишлаке Катта Лангар (Кашкадарьинская область, Узбекистан). Построена в XV—XVI веке. Мечеть типична для горных районов Средней Азии, имеет две комнаты и входной портал.
В настоящее время входит в список материального культурного наследия Узбекистана республиканского значения.

## История
В горном ущелье реки Кашкадарья находиться посёлок Лангар, который находится в Чиракчинском районе Кашкадаринской области, в 45 км на север от города Чиракчи в отрогах Зерафшанского хребта. Согласно одним источникам мечеть, известная в народе как «Хазрати Лангар Ота», была построена в XVI веке шейхом Абул-Хасаном. По другим данным им же в XV веке. Строительство мечети осуществлялось с помощью разных людей путём хашара, каждый принёс на строительство всё что мог.
Мечеть построена возле кладбища, на высоте около 1000 метров. Состоит из двух залов, а также внутри находятся маленькие темные комнаты для шейхов. Один из залов начали строить во время правления Мирзо Улугбека и закончили его постройку в период Аштарханидов.
При строительстве мечети использовались колонны из арчи (тюркское название различных видов крупных древовидных можжевельников), на которых вырезаны своеобразные узоры и орнаменты, некоторые из них сохранились до сих пор. Всего сохранилось 19 колонн, которые установлены на одном айване. Мечеть состоит из двух комнат, первая построена намного раньше второй. Мечеть построена в исламском архитектурном стиле того времени.
В декоративных надписях на мечети сохранились даты реконструкции и постройки, такие как 1519—1520, 1562—1563, 1748 и 1807—1808 года. В верху одной из колонн написано, что в 1905 году реставрацию мечети проводил мастер Мухаммаддиёр. В советское время мечеть хотели уничтожить, но местные жители собрали деньги и выкупили её у государства. В 1950 годах часть мечети, где располагалась медресе была разрушена.
Мечеть имеет высоту 11 метров, выполнена в виде квадрата с длиной 32 метра и шириной 32 метра. Михраб имеет надписи традиционным арабским шрифтом сулюс и оформлен мастерами различными красками, на нем также присутствует мозаика из плиток с белыми надписями на синем фоне на арабском и неизвестном письме.
В настоящее время в мечети хранится копия одного из первый коранов. Мечеть действующая и в 2023 году имам-хатибом является Исмоил Сармонов.